# Understatement

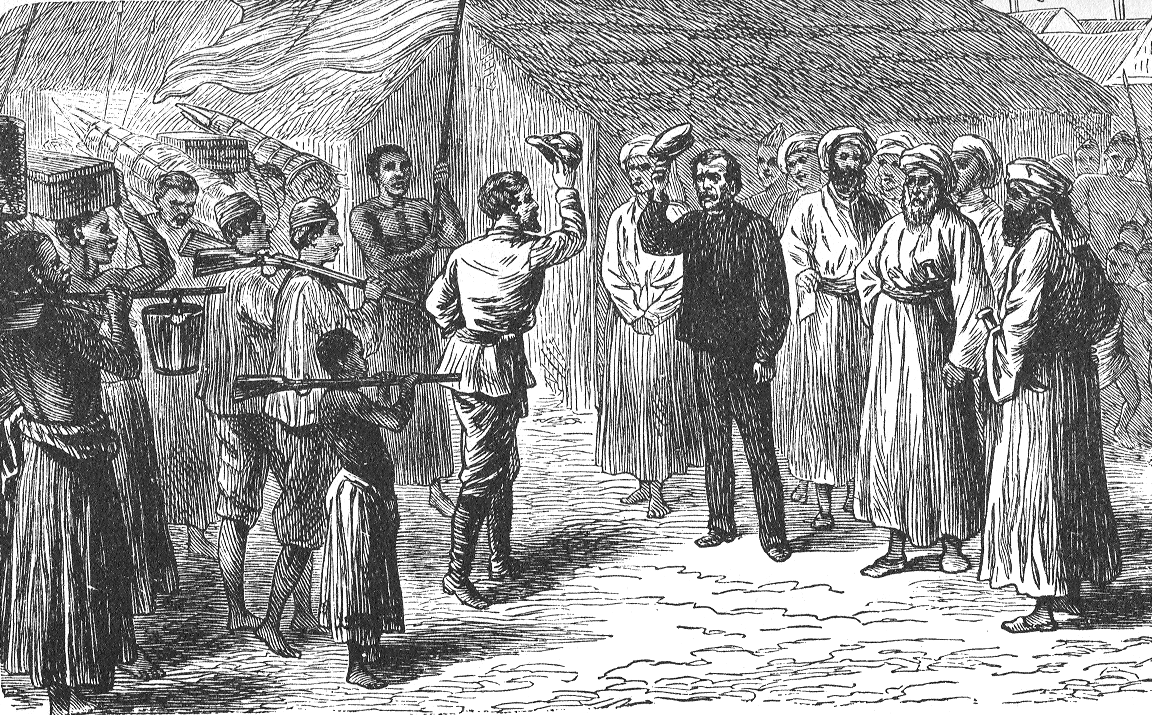
"Il dottor Livingstone, suppongo!"

L'understatement (o sottostima) è una figura retorica che consiste nello sminuire il peso o la gravità di un certo fatto oltre i limiti della verosimiglianza, in modo ironico o per creare un effetto di comicità che nasce dal paradosso. Non sempre un atteggiamento understatement è da ritenersi intenzionale, anzi molto spesso è del tutto involontario.

## Traduzione italiana
In lingua italiana understatement, derivante dal verbo inglese «to understate» (attenuare, minimizzare), può essere tradotto con sottostima.

## Tecnica
Il termine è stato introdotto nel panorama linguistico dagli studi di linguistica cognitiva. Può essere considerato l'esatto contrario della figura retorica nota come iperbole. Non deve invece essere confuso con la figura retorica dell'eufemismo, che consiste nell'uso di una parola o di una perifrasi al posto di un'altra parola più dura, finalizzato ad attenuare l'offensività o la crudezza di ciò che si dice.

## Esempio
Un esempio d'uso dell'understatement è riscontrabile nella frase «Mi sento un po' affamato - non mangio da tre giorni!», dove un po' sottostima l'essere molto affamato.